# Boubier
Boubier est un quartier de Châtelet, en Belgique en Région wallonne.

## Histoire
Le 1er mai 1944, l'agglomération de Charleroi est bombardée par l'aviation alliée. Des torpilles tombent notamment sur Châtelet et ravagent le quartier du Boubier, faisant des morts et des blessés et endommageant gravement l'église Notre-Dame de la Patience.

### Croix de Boubier
Le 22 juin 1947, on a inauguré la Croix commémorative érigée sur le terril de Boubier, exactement au-dessus de l'abri aménagé dans le terril et utilisé par la population locale lors des raids américains du printemps 1944. Ce monument honore la mémoire des victimes de ces bombardements. Cette croix, précieuse aux châtelettains, a été démolie en 1977 lors de l'évacuation du terril. Cependant, une nouvelle croix en bois perpétue le souvenir de l'ancienne. Elle se dresse dans la prairie située au bas-côté de l'église Notre-Dame de Patience, en direction de la rue aux Chevaux.

## Patrimoine et folklore

### Patrimoine architectural
L'église Notre-Dame de Patience, de style néogothique, est un sanctuaire construit entre 1906 et 1907 selon les plans de l'architecte Valentin Vaerwick de Gand. Gravement endommagée pendant la Seconde Guerre mondiale, elle fut reconstruite en 1962 par l'architecte René Alsteen de Châtelet.